# Klarissenkloster St. Clara (Wien)
Das Klarissenkloster St. Clara war ein mittelalterliches Kloster der Clarissen in Wien, gelegen zwischen der Kärntner Straße und dem Lobkowitzplatz.
Das Kloster wurde 1302 durch Rudolph III. und seine Gemahlin Blanche gegründet und mit Nonnen aus dem Agneskloster Prag besiedelt. In das Kloster wurden nur Töchter des Fürstenhauses und des Adels aufgenommen, so dass es aus diesen Kreisen eine reiche Dotation erhielt. Die  1347 geweihte Klosterkirche, eine kreuzrippengewölbte dreischiffige, chorlose Hallenkirche von sechs Jochen Längenerstreckung, in deren Westhälfte die Nonnenempore eingebaut war, besaß auf ihrer Westseite einen schlanken oktogonalen Glockenturm. Als Baumeister der Kirche ist für 1336 Friedrich Himberger aus Straubing überliefert.
Angesichts der drohenden Türkenbelagerung Wiens 1529 flüchteten die Klarissen in das Kloster ihres Ordens in Judenburg und das vor dem Kärntner Tor gelegene mittelalterliche Bürgerspital, das aus strategischen Gründen abgerissen werden musste, wurde in das Kloster übersiedelt. 1530, nach erfolgreich überstandener Belagerung, überließ Ferdinand I. der Stadt Wien das Nonnenkloster, während die Nonnen zunächst provisorisch, dann 1540 endgültig in das Pilgrimhaus zu St. Anna verlegt wurden, wo der Konvent noch bis 1570 existierte. Die noch erhaltenen Bauten des Klarissenklosters selbst wurden nach Verlegung des Bürgerspitals 1790 zu einem Zinshaus umgebaut und schließlich 1873 abgerissen.